# Associazione Sportiva Taranto 1963-1964
Questa pagina raccoglie le informazioni riguardanti l'Associazione Sportiva Taranto nelle competizioni ufficiali della stagione 1963-1964.

## Rosa
| N. |                   | Ruolo | Calciatore          |
| -- | ----------------- | ----- | ------------------- |
|    | Italia (bandiera) | C     | Umberto Buonfrate   |
|    | Italia (bandiera) | C     | Giuseppe Di Serio   |
|    | Italia (bandiera) | A     | Amalio Ferrarese    |
|    | Italia (bandiera) |       | Festinese           |
|    | Italia (bandiera) | C     | Franco Flori        |
|    | Italia (bandiera) | A     | Giuseppe Galtarossa |
|    | Italia (bandiera) | A     | Gianfranco Galvanin |
|    | Italia (bandiera) |       | Mallardi            |
|    | Italia (bandiera) | D     | Giovanni Manzella   |
|    | Italia (bandiera) | C     | Antonio Marangi     |
|    | Italia (bandiera) | A     | Luigi Martinelli    |

| N. |                   | Ruolo | Calciatore              |
| -- | ----------------- | ----- | ----------------------- |
|    | Italia (bandiera) | D     | Giordano Martinelli     |
|    | Italia (bandiera) | A     | Giovanni Luigi Mezzetti |
|    | Italia (bandiera) | P     | Nello Orlandi           |
|    | Italia (bandiera) | C     | Giuliano Piovanelli     |
|    | Italia (bandiera) | A     | Giuseppe Placella       |
|    | Italia (bandiera) | C     | Bruno Pollini           |
|    | Italia (bandiera) | D     | Romano Pontrelli        |
|    | Italia (bandiera) | A     | Renato Raimondi         |
|    | Italia (bandiera) | C     | Franco Rizzi            |
|    | Italia (bandiera) | C     | Venanzio Severini       |
|    | Italia (bandiera) | C     | Franco Stefanini        |